# Конголезький національний рух
Конголезький національний рух (фр. Mouvement National Congolais, MNC) — політична партія у Демократичній Республіці Конго.

## Історія

### Заснування

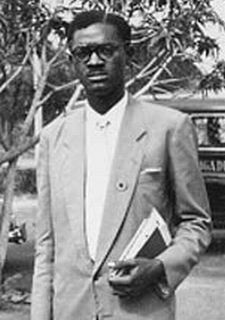
Патріс Лумумба, лідер партії та перший прем'єр-міністр незалежної Республіки Конго

Партія була заснована 1958 року як націоналістична незалежницька група у Бельгійському Конго. Рух був єдиним фронтом, який зосередив зусилля різних політичних сил задля здобуття незалежності. Партію було створено відповідно до статуту, який, серед інших, підписали Патріс Лумумба, Сіріл Адула та Жозеф Ілео. Натомість Жозеф Касавубу відмовився його підписати, звинувативши партію у надмірній поміркованості. Наприкінці 1959 року партія налічувала 58 000 членів.
Рух був національною партією, маючи суттєву підтримку у всьому Конго, натомість більшість інших партій ґрунтувались передусім на племінних чи етнічних інтересах та мали підтримку лише у своїх провінціях.
MNC був найбільшою націоналістичною партією Бельгійського Конго, утім мав багато фракцій, позиції яких з окремих питань кардинально відрізнялись. Це призвело до зростання поляризації між поміркованими (évolué) та більш радикальними членами. У липні 1959 року Ілео спробував розбити партію та створити більш радикальну політичну силу, яка мала ґрунтуватись на засадах федералізму, а не централізації, утім його група не змогла змусити членів Руху масово залишати лави партії.
В результаті розколу більшість партії почала називатись MNC-Lumumba (MNC-L). Їх штаб-квартирою став Стенлівіль. Інше крило партії взяло собі назву MNC-Kalonji (MNC-K, за іменем Альберта Калонжі, який став лідером після звільнення з в'язниці). Вони мали підтримку в Елізабетвілі, особливо серед представників народу балуба.
Обидві групи взяли участь у загальних виборах Бельгійського Конго у червні 1960 року. За їх результатами партія Лумумби стала найбільшою націоналістичною фракцією країни. Лумумба сформував більшість з консерваторами й федералістами АБАКО на чолі з Жозефом Касавубу. Лумумбу було обрано прем'єр-міністром, а Касавубу став першим незалежної країни.

### Незалежність та криза
Незважаючи на здобуття незалежності, країна швидко поринула у кризу, яку спричинили заворушення серед солдатів та сепаратистів Катанги (на чолі з Моїзом Чомбе), а також Південного Касаї (на чолі з Альбертом Калонжі). У вересні Лумумба та Касавубу остаточно посварились, після чого президент звільнив свого прем'єра та призначив на його місце Жозефа Ілео. У свою чергу Лумумба заявив, що президента усунуто від влади, утім Ілео провалив ухвалення такої заяви в парламенті. Вихід з глухого кута було знайдено, коли помічник Лумумби полковник Жозеф Мобуту заарештував колишнього прем'єра, пізніше його вивезли до Катанги, де вбили за нез'ясованих обставин.
Члени руху продовжували відігравати значну роль з обох сторін конфлікту: Альберт Калонжі продовжував тримати під контролем Касаї, а член крила Лумумби, Антуан Гізенга, сформував повстанський уряд у Стенлівілі, у лютому 1961 року Ілео знову отримав пост глави уряду в Леопольдвілі. У серпні, в результаті тривалих перемовин, Касавубу призначив на посаду прем'єр-міністра поміркованого Сіріла Адулу, після чого Гізенга приєднався до центрального уряду. Утім невдовзі ситуація знову погіршилась, й у січні 1962 року Гізенга був заарештований. Адула залишався на чолі уряду до 1964 року, коли Касавубу з метою заспокоєння повстання на сході країни призначив новим прем'єром Моїза Чомбе, колишнього сепаратиста.
У листопаді 1965 року, після чергової суперечки між президентом та главою уряду, Мобуту взяв владу до своїх рук, проголосивши себе президентом. Після цього він на п'ять років заборонив діяльність усіх політичних партій в країні.

### У підпіллі
Рух продовжував свою діяльність нелегально до 1990 року, коли, внаслідок завершення холодної війни та через економічні проблеми і внутрішні заворушення, Мобуту погодився зняти заборону діяльності політичних партій. Він призначив перехідний уряд, який мав привести країну до виборів.

## Сучасна діяльність
Після падіння режиму Мабуту в Заїрі було відновлено фракцію MNC-Lumumba. 1992 року партія обрала своїм лідером старшого сина першого прем'єра, Франсуа. Іменем творця конголезької незалежності також було названо іншу політичну партію, яку очолив Антуан Гізенга.

## Видатні члени партії
- Сіріл Адула
- Антуан Гізенга
- Жозеф Ілео
- Альберт Калонжі
- Франсуа Лумумба
- Патріс Лумумба
- Жозеф-Дезірі Мобуту